# Kawasaki Type 88
Il Kawasaki KDA-2 (?), indicato in servizio Aereo da ricognizione Tipo 88 (八八式偵察機?) in base alla convenzione di designazione adottata nel periodo, fu un aereo da ricognizione monomotore, biposto e biplano, sviluppato dall'azienda aeronautica giapponese Kawasaki Kōkūki Kogyo, divisione aeronautica della Kawasaki Jūkōgyō KK, nei tardi anni venti del XX secolo.
Entrato in linea nei reparti da ricognizione aerea del Dai-Nippon Teikoku Rikugun Kōkū Hombu, componente aerea del Dai-Nippon Teikoku Rikugun (esercito dell'Impero giapponese), rimase in servizio di prima linea fino allo scoppio della seconda guerra sino-giapponese.
Dal modello venne derivata una variante da bombardamento leggero, indicata come Bombardiere leggero Tipo 88, ed una da trasporto, indicata dall'azienda come KDC-2.

## Storia del progetto
Negli anni venti i vertici dell'esercito imperiale espressero la necessità di sostituire il Salmson 2 nei reparti da ricognizione aerea della sua componente aerea, emettendo una specifica per la fornitura di tre esemplari da avviare a prove di valutazione.
A tale scopo la Kawasaki Kōkūki affidò all'ingegnere tedesco Richard Vogt il progetto di un velivolo adatto allo scopo, il quale avviò lo sviluppo di un modello che abbinava l'impostazione per l'epoca convenzionale, un biposto, monomotore in configurazione traente, dalla velatura biplana a scalamento positivo, con alcune soluzione tecniche innovative, come la costruzione interamente metallica con una fusoliera dalla ridotta sezione frontale, con la parte anteriore realizzata con la tecnica del rivestimento lavorante, e carrello d'atterraggio biciclo fisso e ammortizzato a gambe indipendenti, al quale l'azienda assegnò la denominazione KDA-2.
I tre prototipi previsti vennero completati nel corso del 1927, quindi, una volta sottoposti positivamente alle valutazioni dell'Esercito, accettati e avviati alla produzione in serie, equipaggiati con motore BMW VI, un 12 cilindri a V raffreddato a liquido da 600 hp (447 kW), con la designazione "Aereo da ricognizione biplano per l'Esercito Tipo 88-1". In seguito venne sviluppata una versione migliorata, indicata come Tipo 88-II, che si distingueva per un diverso disegno della cappottatura del motore e dell'impennaggio.
Al termine del 1931, la produzione si attestò, inclusi i tre prototipi, su 710 unità, costruite sia dalla Kawasaki che dalla Tachikawa Hikōki (187 esemplari).
Inoltre, tra il 1929 e il 1932, venne costruita anche una variante da bombardamento indicata come "Bombardiere leggero (per l'Esercito) Tipo 88", la quale si differenziava per l'intervento sulla velatura, che era stata irrobustita da una coppia di montantini centrali, e dall'ala inferiore anch'essa più robusta per consentire di trasportare il carico di bombe da caduta montate su rastrelliere agganciate sotto di essa. Di questo modello ne vennero costruiti 407 esemplari.
Infine venne realizzata una variante da trasporto, indicata dall'azienda come KDC-2, che integrava nella fusoliera la cabina di pilotaggio monoposto ed uno scompartimento per quattro i passeggeri. Il KDC-2 venne costruito in soli due esemplari, uno dei quali provato in configurazione idrovolante a scarponi.

## Impiego operativo
Sia la versione da ricognizione che quella da bombardamento vennero assegnate ai reparti della Dai-Nippon Teikoku Rikugun Kōkū Hombu, la componente aerea dell'Esercito imperiale, ed impiegate in azione in Manciuria durante la seconda guerra sino-giapponese. Alcuni esemplari erano ancora in servizio nel 1937 durante la battaglia di Shanghai.

## Versioni
KDA-2
prototipo, realizzato in 3 esemplari.
Ricognitore Tipo 88-I (Modello 1)
versione di produzione in serie.
Ricognitore Tipo 88-II (Modello 2)
sviluppo del modello 1, versione migliorata.

## Utilizzatori
Giappone
- Dai-Nippon Teikoku Rikugun Kōkū Hombu

 Manciukuò
- Dai-Manshū Teikoku Kūgun